# Означення (мовознавство)
Озна́чення (лат. atributum) — другорядний член речення, що вказує на ознаку предмета. Воно відповідає на питання чий? (чия, чиє, чиї) який? (яка, яке, які) котрий? (котра, котре, котрі). Підкреслюється хвилястою лінією. Означення буває поширене або непоширене.
Види означень:
- узгоджені — означення, виражене словом, що має такий самий рід (в однині), число й відмінок, що й означуване слово.
- неузгоджені — форми різних частин мови, що вказують на ознаку або належність предмета.
- прикладки — означення, що виражене іменником.

## Неузгоджені означення
Неузгоджене означення — означення, що поєднуються з означуваним словом зв'язком керування або прилягання. Зміна форми означуваного слова не веде до зміни форми означення.
Неузгоджені означення виражаються:
- іменниками у родовому відмінку без прийменника: уста дівчини усміхаються;
- іменниками у родовому відмінку з прийменником: баня біля озера;
- іменниками у знахідному відмінку з прийменником: у великій друкарні на три поверхи;
- іменниками в орудному відмінку з прийменником, що характеризує ознаку предмета за наявністю в ньому чогось: будиночок під глиняним дахом;
- присвійними займенниками його, їх: її рука затремтіла;
- неозначеною формою дієслова: бажання гуляти у парку;
- прислівниками: дерево праворуч вже зацвіло;
- дієприслівниками: майстер зі стрільби лежачи.

## Узгоджені означення
Узгоджені означення узгоджуємо з означуваним словом у роді, числі, відмінку. При цьому форма означуваного слова веде до зміни форми означення. Узгоджені означення виражаємо прикметниками, дієприкметниками, числівниками, займенниками. НАПРИКЛАД: 1. Твоя цілюща, хлібе, сила тече в моїх набряклих жилах (Д. Луценко). 2. Перший день війни видався найдовшим (Ю. Щевцов).